# دی دی دیویس
د د دیویس (انگلیسی: Dee Dee Davis؛ زادهٔ ۱۷ آوریل ۱۹۹۶) یک هنرپیشه اهل ایالات متحده آمریکا است.